# The Host (film)
Denna artikel handlar om en film som är baserad på en bok. För långfilmen från 2006 se The Host.
The Host är en amerikansk film från 2013, baserad på boken Genom dina ögon av Stephenie Meyer.  Filmen är regisserad och skriven av Andrew Niccol. I huvudrollerna ser vi Saoirse Ronan, Max Irons, Jake Abel och Diane Kruger.

## Handling
Melanie Stryder (Saoirse Ronan) är en av de få överlevande människor som kämpar mot den utomjordiska rasen "själar". Dessa parasiter tar över människors kroppar och raderar deras personligheter. Vandraren tar Melanies kropp men hon kämpar emot och Vandraren tvingas uppleva hennes känslor, drömmar och minnen av den stora kärleken Jared Howe (Max Irons).

## Rollista (i urval)
- Saoirse Ronan – Melanie Stryder/Vandraren[5]
- Max Irons – Jared Howe[6]
- Jake Abel – Ian O'Shea[6]
- Chandler Canterbury – Jamie Stryder[7]
- Frances Fisher – Maggie Stryder[8]
- Diane Kruger – Sökaren[9]
- William Hurt – Jeb Stryder[7]
- Boyd Holbrook – Kyle O'Shea[7]
- Scott Lawrence – Doc
- Lee Hardee – Aaron

## Om filmen
Producenterna Nick Wechsler, Steve Schwartz och Paula Mae Schwartz köpte filmrättigheterna i september 2009. Meyer var först ovillig att sälja rättigheterna men gav slutligen upp dem.
I maj 2011 blev det klart att Saoirse Ronan skulle spela som Melanie Stryder. I en intervju säger Ronan att hon accepterade rollen eftersom "hon älskade konceptet i boken" och "lockades" av tanken att arbeta med Niccol. I november samma år blev det klart att Max Irons skulle spela som Jared Howe och Jake Abel som Ian O'Shea.
Filmningen började i februari 2012 i Louisiana och sedan filmade man i New Mexico. I mars 2012 släpptes en trailer och de första bilderna.